# مايكل داف
مايكل داف (بالإنجليزية: Michael Duff)‏ (مواليد 11 يناير 1979 في بلفاست - أيرلندا الشمالية) لاعب كرة قدم أيرلندي شمالي يلعب حاليا لصالح نادي الدرجة الممتازة بيرنلي الإنجليزي منذ 2004 في مركز قلب الدفاع . .

## مسيرته الكروية
لعب مايكل داف خلال مسيرته الاحترافية مع ناديين في عشرون موسمًا وسجل خلالها 24 هدفًا ضمن 641 مباراة. ولم يفز بأي موسم بالكأس أو بالدوري.
خاض مايكل داف مسيرته مع نادي تشيلتنهام تاون لكرة القدم في موسم 1996–97 ليلعب معه ثمانية مواسم، مشاركًا في 300 مباراة سجل خلالها 16 هدفًا. ثم انتقل إلى نادي بيرنلي في موسم 2004–05 ليلعب معه اثنا عشر موسمًا، حيث شارك في 341 مباراة سجل خلالها 8 أهداف.

## روابط خارجية
- مايكل داف على موقع قاعدة بيانات كرة القدم.إي يو (الإنجليزية)
- مايكل داف على موقع ناشيونال فوتبول تيمز (الإنجليزية)
- مايكل داف على موقع Soccerbase.com (لاعب) (الإنجليزية)
- مايكل داف على موقع Soccerway.com (الإنجليزية)
- مايكل داف على موقع عالم كرة القدم.نت (الإنجليزية)
- مايكل داف على موقع كووورة